# Sidney Magal
Sidney Magalhães, mais conhecido como Sidney Magal (Rio de Janeiro, 19 de junho de 1950) é um ator, cantor, dançarino e dublador brasileiro. Considerado um dos ícones da música e da cultura brasileira, Magal ficou marcado pelos trajes e desenvoltura nos palcos, baseados na cultura espanhola e cigana, o que lhe rendeu diversas alcunhas, entre elas "Amante Latino".
Multiartista, Magal foi considerado um dos principais artistas da chamada música brega, estilo musical originado no país na década de 1970. Nesta época, passou a ser considerado um dos principais símbolos sexuais do país. Em 50 anos de carreira, transitou entre os mais diversos gêneros musicais, como bolero, lambada, disco, forró e funk. Entre as canções eternizadas por Magal, destacam-se "Meu Sangue Ferve por Você", "Sandra Rosa Madalena", "Me Chama que Eu Vou", "Amante Latino", "Tenho" e a polêmica "Se Te Agarro com Outro Te Mato".
Em entrevistas, Magal disse se considerar um artista "multimídia" e realizado, já tendo também atuado em filmes, televisão, teatro e trabalhos de dublagem.

## Carreira
Sidney se iniciou na música com a intenção de cantar bossa nova, mas Vinicius de Moraes, que era primo de sua mãe, o desaconselhou por causa de seu porte e de sua beleza. Começou então cantando rock, samba, música italiana e francesa.
Sob o nome Sidney Rossi, chegou a gravar um compacto para a CBS intitulado "Tema de Amor", mas a canção não obteve sucesso. Partiu então para a Europa em 1971, onde excursionou com um grupo folclórico de música brasileira. No ano seguinte, voltou ao Brasil e começou a se apresentar em bares, churrascarias e casas de strip-tease.
Foi em uma churrascaria na Barra da Tijuca que Sidney foi descoberto pelo produtor argentino Roberto Livi, que fora contratado pela Philips/PolyGram e buscava um Sandro de América brasileiro. Roberto transformou Sidney para que ele adotasse o estilo cigano de se vestir e se apresentar e controlava seu repertório e sua participação em entrevistas.
Seu primeiro sucesso foi o compacto "Se Te Agarro Com Outro Te Mato". Incorporando elementos da música cigana, da música disco e da música latina, se tornou presença constante em programas populares de televisão.
Em seus dois primeiros LPs, Sidney lançou outros dois grandes sucessos, "Meu Sangue Ferve Por Você" e "Sandra Rosa Madalena". Sidney passou a sofrer assédio extremo das fãs; para escapar delas e conseguir chegar ao palco dos locais em que se apresentava em segurança, ele precisava entrar pelas portas dos fundos, nem que elas tivessem que ser abertas na hora com uma marreta, como aconteceu na inauguração de um shopping em Salvador. Quando sua carreira decolou e ele passou a fazer até três shows por noite, uma ambulância foi contratada para garantir que ele chegasse aos compromissos a tempo.
Sua carreira no cinema também começou por influência de Roberto, que queria fazê-lo um artista multimídia como Roberto Carlos. Paulo Coelho, que havia acusado Sidney de ser um "cigano de araque" na letra da canção "Arrombou a Festa 2", foi contratado para escrever o roteiro de Amante Latino, a estreia de Sidney no cinema como protagonista. O filme levou 800 mil pessoas aos cinemas, número considerado expressivo na época.
Em 1980, a Philips quis mudar seu estilo e transformou-o num cantor romântico, sem a persona cigana. O primeiro disco desta fase, O Amor Não Tem Hora Para Chegar, foi um fracasso de vendas, fez despencar a demanda por shows e culminou no fim da parceria entre Sidney e Roberto.
Seu maior sucesso é "Sandra Rosa Madalena", muito executado em programas como de Silvio Santos e Chacrinha entre o final dos anos 1970 e início dos anos 1980. Um dos pontos altos de sua popularidade foi no início dos anos 1990 - com a efêmera explosão da lambada, Sydney Magal tornou-se um dos maiores ícones desta época, explodindo com a música "Me Chama Que Eu Vou", que foi inclusive tema da novela Rainha da Sucata da Rede Globo. Também trabalhou em cinema, estrelando o filme Amante Latino, em que interpretava a si próprio. Seus shows atraíam um público em sua maioria feminino, que ao final atacava o ídolo, buscando levar pedaços da roupa como recordação. Nos anos 1990 buscou mudar um pouco a sua imagem, gravando um CD de jazz e bossa nova, acompanhado de uma orquestra. Em seguida regravou seus antigos sucessos para a coletânea Discoteca do Chacrinha.
Em 2022 foi lançada a biografia de Magal, em livro de autoria de Bruna Ramos da Fonte intitulado: "Sidney Magal: Muito mais que um amante latino". Esse livro, ainda, deu origem, também em 2022, a um musical de mesmo título.

## Vida pessoal
É irmão do lutador de MMA Vinny Magalhães.
Durante uma entrevista em janeiro de 2024 para o Roda Viva, o cantor afirmou que é bissexual.

## Controvérsias
Em entrevista ao programa Roda Viva em 2014, Magal diz não incluir mais a música "Se Te Agarro com Outro Te Mato" no repertório de suas apresentações. O cantor afirmou que, certa vez, uma mulher havia sido morta e marcada com uma mensagem em uma fita no dedão do pé com a frase: “Se te agarro com outro te mato, obrigado Sidney Magal”. O episódio contribuiu para que ele decidisse não cantar mais a música em seus shows.
“Achei aquilo de uma maldade, de uma violência tão grande, que eu fiquei muito magoado, mas entendi, ao mesmo tempo, que estamos vivendo um momento absurdamente violento, onde nem a Lei Maria da Penha está dando jeito. O número de mulheres assassinadas, maltratadas e abusadas cresce cada vez mais, e aí eu disse: ‘não é hora nem de brincar com isso’”— Sidney Magal em entrevista ao programa Roda Viva, em 15 de janeiro de 2024

## Na cultura popular
O sobrenome de Sidney inspirou a criação do personagem Steve Magal, do desenho animado brasileiro Irmão do Jorel criado por Juliano Enrico para o Cartoon Network. O personagem Steve Magal é uma aportuguesação da personalidade dos filmes norte-americanos de ação: Steven Seagal.

## Discografia
Álbuns de estúdio
- 1977: Sidney Magal
- 1978: Magal
- 1979: O Amante
- 1980: O Amor Não Tem Hora para Chegar
- 1981: Quero Te Fazer Feliz
- 1982: Magal Espetacular
- 1983: Vibrações
- 1984: Cara
- 1985: Me Acende
- 1987: Mãos Dadas
- 1990: Magal
- 1991: Só Satisfação
- 1995: Sidney Magal & Big Band
- 1998: Aventureiro
- 2000: Baila Magal
- 2006: Sidney Magal ao Vivo [CD/DVD]
- 2012: Coração Latino ao Vivo CD/DVD
- 2017: "Bailamos - 50 anos de Carreira" CD/DVD

## Filmografia

### Cinema
| Ano  | Título                         | Papel          |
| ---- | ------------------------------ | -------------- |
| 1974 | O Sexo das Bonecas             |                |
| 1979 | Amante Latino                  | Ele mesmo      |
| 1991 | Inspetor Faustão e o Mallandro | Ele mesmo      |
| 2003 | O Caminho das Nuvens           | Panamá         |
| 2005 | Um Lobisomem na Amazônia       | Sacerdote Inca |
| 2009 | Jean Charles                   | Ele mesmo      |
| 2011 | Meu Pai é Figurante            | Tony Galhardo  |
| 2016 | Magal e os Formigas            | Ele mesmo      |
| 2017 | Ninguém Entra, Ninguém Sai     | Ele mesmo      |
| 2023 | Me Chama que Eu Vou            | Ele mesmo      |
| 2024 | Meu Sangue Ferve por Você      | Ele mesmo      |

### Dublagem
| Ano  | Título                 | Personagem                    |
| ---- | ---------------------- | ----------------------------- |
| 2006 | Happy Feet: O Pinguim  | Amoroso                       |
| 2011 | Happy Feet 2           | Amoroso                       |
| 2013 | Meu Malvado Favorito 2 | Eduardo Perez / El Macho      |
| 2015 | Divertida Mente        | Piloto de helicóptero carioca |

### Televisão
| Ano     | Título                             | Papel / Função                                | Notas                      |
| ------- | ---------------------------------- | --------------------------------------------- | -------------------------- |
| 1990    | Rainha da Sucata                   | Ele mesmo                                     |                            |
| 1990    | A História de Ana Raio e Zé Trovão | Ed Cigano                                     |                            |
| 1996    | O Campeão                          | Ismael                                        |                            |
| 1999    | Ô... Coitado!                      | Rodomiro Parchaise (Episódio: "Picarent Car") |                            |
| 2004    | Celebridade                        | Ele mesmo                                     |                            |
| 2004    | A Diarista                         | Tony Freire (Episódio: "O Spa")               |                            |
| 2004    | Da Cor do Pecado                   | Comandante Frazão                             |                            |
| 2005    | Bang Bang                          | Clayton Lake / Zorroh                         |                            |
| 2007    | Toma Lá, Dá Cá                     | Esteban (Episódio: "Boa Noite, Seu Ladir")    |                            |
| 2008    | Faça Sua História                  | Passageiro (Episódio: "A Vingadora Capixaba") |                            |
| 2008–10 | Uma Escolinha Muito Louca          | Professor Magal                               |                            |
| 2013    | Balacobaco                         | Ele mesmo                                     |                            |
| 2013    | Got Talent Brasil                  | Jurado                                        |                            |
| 2016    | Dança dos Famosos                  | Ele mesmo (participante)                      | 6° Lugar                   |
| 2019    | Espelho da Vida                    | Ricardo Júnior                                |                            |
| 2021    | The Masked Singer Brasil           | Dogão (1.° eliminado)                         | 12° Lugar da 1.ª temporada |